# Adi (tytuł)
Adi (dewanagari आदि) – sanskrycki przymiotnik o znaczeniach pierwszy, pierwotny, najwyższy, odwieczny, wchodzący w skład słów oznaczających między innymi tytuły w religiach dharmicznych. Stanowiąc początkową część takich złożeń, wskazuje najczęściej na założyciela lub pierwszego świętego danej sampradai. Może też wyróżniać legendarną postać, która obecnie przez wyznawców czczona jest jako bóstwo.

## Przykłady zastosowań

### Hinduistyczne tytuły religijne
- Adinath – patron dla Adinath Sampradaya, Nandinatha Sampradaya, Navnath Sampradaya[1]
- Adiguru – założyciel nowej tradycji

### Hinduistyczne imiona guru
- Bala Prajapathi Adikalar
- Adi Śankara – sławny reformator religijny tradycji sannjasinów
- Adi-kawi (आदि-कवि) – „pierwszy poeta”, tytuł Walmiki, któremu przypisywane jest autorstwo Ramajany

## Inne religie dharmiczne
- Adi Budda – Samantabhadra (buddyzm tybetański)
- Adinatha – pierwszy z tirthankarów (twórców brodu) (dżinizm)